# اديسون الفيس دي اولفيرا
اديسون الفيس دي اولفيرا (20 مارس 1981 ببرازيليا في البرازيل - ) هو لاعب كرة قدم برازيلي في مركز الهجوم. لعب مع كولتورال ليونيسا ونادي إيركوليس ونادي بورغوس ونادي كارتاخينا ونادي كوروتشو وJumpasri United F.C. ‏ ونادي البحرية التايلندية ‏ وPersela Lamongan ‏ وCA Bembibre ‏ وCD Huracán Z ‏ وCR Guará ‏ وCD Puertollano ‏ وPSIS Semarang ‏.

## وصلات خارجية
- اديسون الفيس دي اولفيرا على موقع قاعدة بيانات كرة القدم.إي يو (الإنجليزية)
- اديسون الفيس دي اولفيرا على موقع Soccerway.com (الإنجليزية)